# Interkristallin korrosion

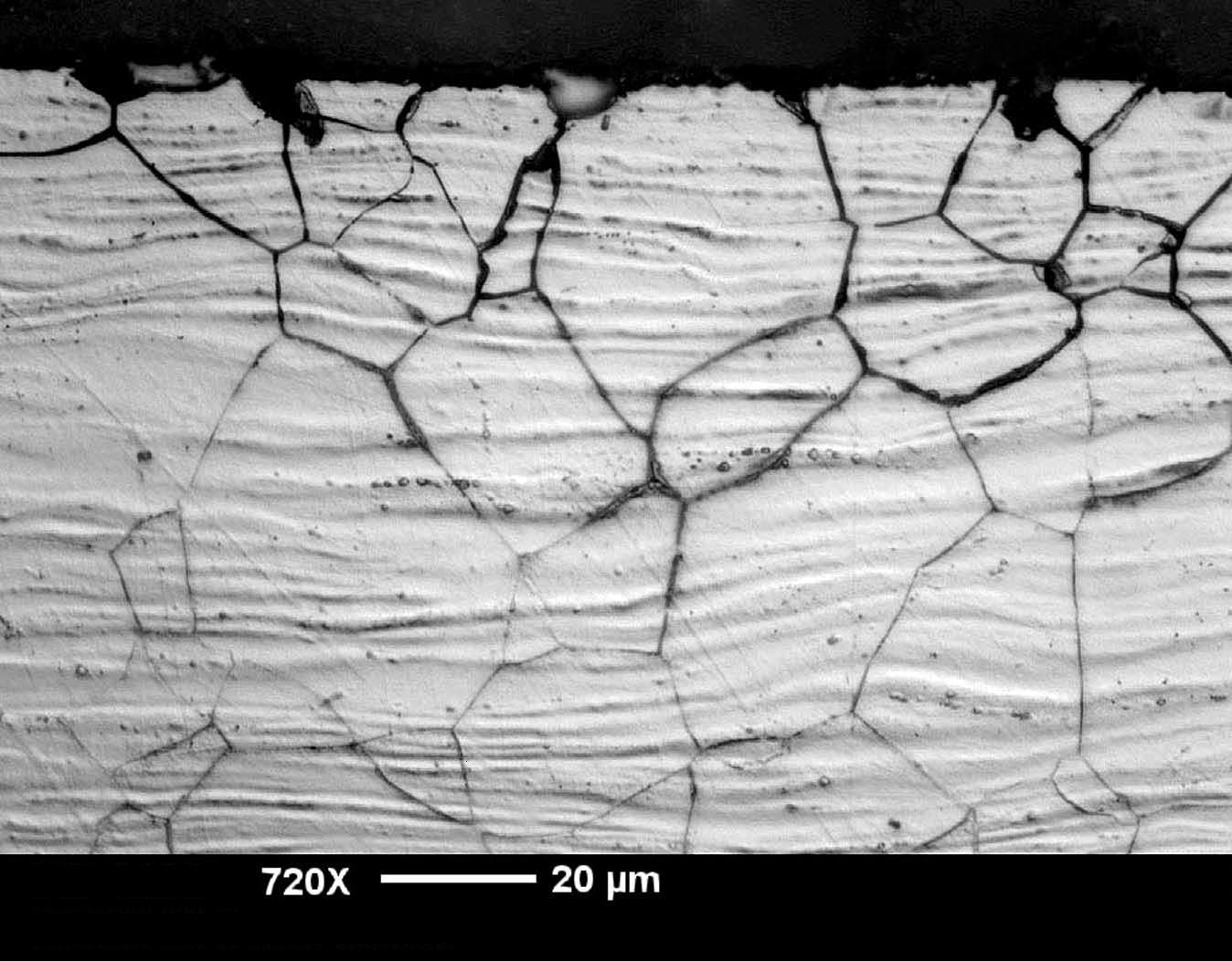
Interkristallin korrosion

Interkristallin korrosion (även kallat korngränsfrätning) är en korrosionstyp som sker i korngränserna då gränserna har sämre korrosionsmotstånd än kornen (se figur). Korngränserna fungerar som anodytor medan kornen fungerar som katoder. Med tiden angrips kornen och korngränserna växer varpå materialet blir sprött. Interkristallin korrosion kan exempelvis ske hos rostfria stål vid hög kolhalt och värmebehandling till ca 550-850°C, vilket resulterar i kromkarbidutskiljningar. Diffusionshastigheten är nämligen hög i detta intervall medan kolets löslighet är låg. Kromet i kromkarbiden tas korngränserna vilket resulterar i ett så kallat sensibiliserat, kromfattigt område som därmed har lågt korrosionsmotstånd. Tidigare var rostfria stål mer känsliga mot interkristallin korrosion på grund av en högre kolhalt. Tillsatser av niob och/eller titan hjälper till att stabilisera stålet, det vill säga minskning av risken för utskiljning av kromkarbider eftersom niob och titan enklare bildar karbider med kolet än vad kromet gör.